# Землелаз рудохвостий
Землелаз рудохвостий (Ochetorhynchus ruficaudus) — вид горобцеподібних птахів родини горнерових (Furnariidae). Мешкає в Андах.

## Опис
Довжина птаха становить 18,5 см. Верхня частина тіла світло-коричнева, махові пера рудуваті, над очима вузькі білі "брови". Хвіст рудувато-коричневий, направлений догори, центральні стернові пера чорнуваті. Горло і груди білі, нижня частина грудей і живіт коричнюваті, поцятковані білими смужками. Дзьоб довгий, прямий.

## Підвиди
Виділяють три підвиди:
- O. r. montanus (d'Orbigny & Lafresnaye, 1838) — Анди на півдні Перу (від Арекіпи до Такни);
- O. r. famatinae (Nores, 1986) — Анди на півночі Аргентини;
- O. r. ruficaudus Meyen, 1834 — Анди на заході Болівії, на півночі Чилі та на північному захід Аргентини.

## Поширення і екологія
Рудохвості землелази мешкають в Перу, Болівії, Аргентині і Чилі. Вони живуть у високогірних чагарникових заростях Анд та серед скель. Зустрічаються поодинці або парами, на висоті від 1300 до 4300 м над рівнем моря, переважно на висоті понад 2300 м над рівнем моря.